# 美狄亚假说
美狄亚假说是古生物学家彼得·D·沃德创造的一个用于反对盖亚假说的术语，即被理解为超级生物的多细胞生命是自杀性的。在这一观点中，微生物引发的大灭绝是试图让地球恢复到其历史上大部分时间以微生物为主的状态，这个比喻指的是神话中的美狄亚（代表地球），她杀死了自己的孩子（多细胞生命）。
过去的“自杀尝试”包括：
- 35亿年前的甲烷中毒事件
- 24.5亿年前的大氧化事件
- 24-21亿年前和7.9-6.3亿年前的两次雪球地球。
- 至少有5次推定的硫化氢引起的大灭绝，如2.5亿年前的大灭绝。

该清单不包括白垩纪﹣古近纪灭绝事件，因为这至少部分是由陨石撞击所引起的外部事件。
彼得·沃德还认为，目前人为的气候变化和大规模灭绝事件可以被认为是最近的美狄亚事件。由于这些事件是人为造成，美狄亚事件不一定由微生物造成，也有智慧生命造成的。他认为，复杂生命最后的大规模灭绝，大概在未来5-9亿年左右，也属于美狄亚事件。届时仍然存在的植物将为了适应变暖和膨胀的太阳，被迫从大气中消除更多的二氧化碳。在此之前，由于太阳的热量不断增加，逐渐加快了从大气中消除二氧化碳的硅酸岩风化过程。最终，二氧化碳含量将会降到只有10ppm（低于这个水平，植物就无法再生存），从而加速复杂生命的彻底灭绝。不过，沃德同时认为，人类等智慧生命不一定只是引发未来的美狄亚事件，最终也可能会阻止这些事件的发生。